# Belgien och eurosamarbetet
Belgien har euron som valuta sedan den 1 januari 1999. Euron är Europeiska unionens officiella valuta, som används i många av Europeiska unionens medlemsstater och ett antal andra stater utanför unionen. De länder som använder euron kallas gemensamt för euroområdet. De lägre valörerna av euron utgörs av mynt, medan de högre valörerna utgörs av sedlar. Euromynten har en gemensam europeisk sida som visar värdet på myntet och en nationell sida som visar en symbol vald av den medlemsstat där myntet präglades. Varje medlemsstat har således en eller flera symboler som är unika för just det landet.
För bilder av den gemensamma sidan och en detaljerad beskrivning av mynten, se artikeln om euromynt.
De belgiska euromynten präglas alla av samma design; kung Albert II i profil blickandes åt vänster. Ingen inskription förutom kungens monogram och det årtal då myntet är präglat finns på baksidan, förmodligen eftersom landet har tre officiella språk. Till skillnad från många andra euroländers 2-euromynt har de belgiska ingen kanttext, utan endast siffran två och en stjärna, vilka upprepas sex gånger. Under 2008 ändrades den belgiska designen för att anpassa de standardiserade kraven. Enda skillnaden är att de nyproducerade mynten också är märkta med landskoden, för att markera vilket lands design det är.
Sedlar i Belgiens gamla valuta, belgisk franc, kan växlas in hos landets centralbank på obegränsad tid. Mynt kan inte längre växlas in.
Belgien har präglat två serier mynt och fem versioner av 2-euro jubileumsmynt.

## Design

### 2-euro jubileumsmynt
|                                                      |          |                                 |                                                                         |                                                  |  |  |  |
| 2005                                                 | 2006     | 2007                            | 2008                                                                    | 2009                                             |  |  |  |
| Den ekonomiska unionen mellan Belgien och Luxemburg. | Atomium. | 50-årsjubileet av Romfördraget. | 60-årsdagen av den allmänna förklaringen om de mänskliga rättigheterna. | Ekonomiska och monetära unionens tioårsjubileum. |  |  |  |